# Eyburie
Eyburie is een gemeente in het Franse departement Corrèze (regio Nouvelle-Aquitaine) en telt 491 inwoners (2005). De plaats maakt deel uit van het arrondissement Tulle.

## Geografie
De oppervlakte van Eyburie bedraagt 29,3 km², de bevolkingsdichtheid is 16,8 inwoners per km².
De onderstaande kaart toont de ligging van Eyburie met de belangrijkste infrastructuur en aangrenzende gemeenten.

## Demografie
Onderstaande figuur toont het verloop van het inwonertal (bron: INSEE-tellingen).